# مطار رأس الخيمة الدولي
مطار رأس الخيمة الدولي (إياتا: RKT، إيكاو: OMRK) هو المطار الرئيسي لإمارة رأس الخيمة، ويعد رابع أكبر مطار في دولة الإمارات العربية المتحدة، يبعد عن وسط مدينة رأس الخيمة حوالي 18كلم، وهو يخدم رأس الخيمة والقرى التابعة لها.
يتوفر المطار على شبكة الواي فاي للإتصال بشبكة الإنترنت مجاناً للمسافرين، وعلى سوق حرة، ويتميز بسرعة إنجاز إجراءات السفر نظراً لقلة الرحلات الجوية به. وقد خضع المطار مؤخراً لعدة تحديثات، منها تحديث صالة الوصول وإضافة البوابات الإلكترونية في منطقة المغادرة والوصول، ولكن يبقى عدد الرحلات الجوية التجارية في المطار جد قليل ولذالك فقد قررت السلطات الاهتمام أكثر بجذب شركات الشحن الجوي وشركات الشارتر لضمان استمرار الحركة داخل المطار.
الرئيس التنفيذي للمطار هو الشيخ سالم بن سلطان بن صقر القاسمي عضو المجلس التنفيذي في حكومة رأس الخيمة. ويشغل منصب رئيس دائرة الطيران المدني في رأس الخيمة منذ عام 1997.

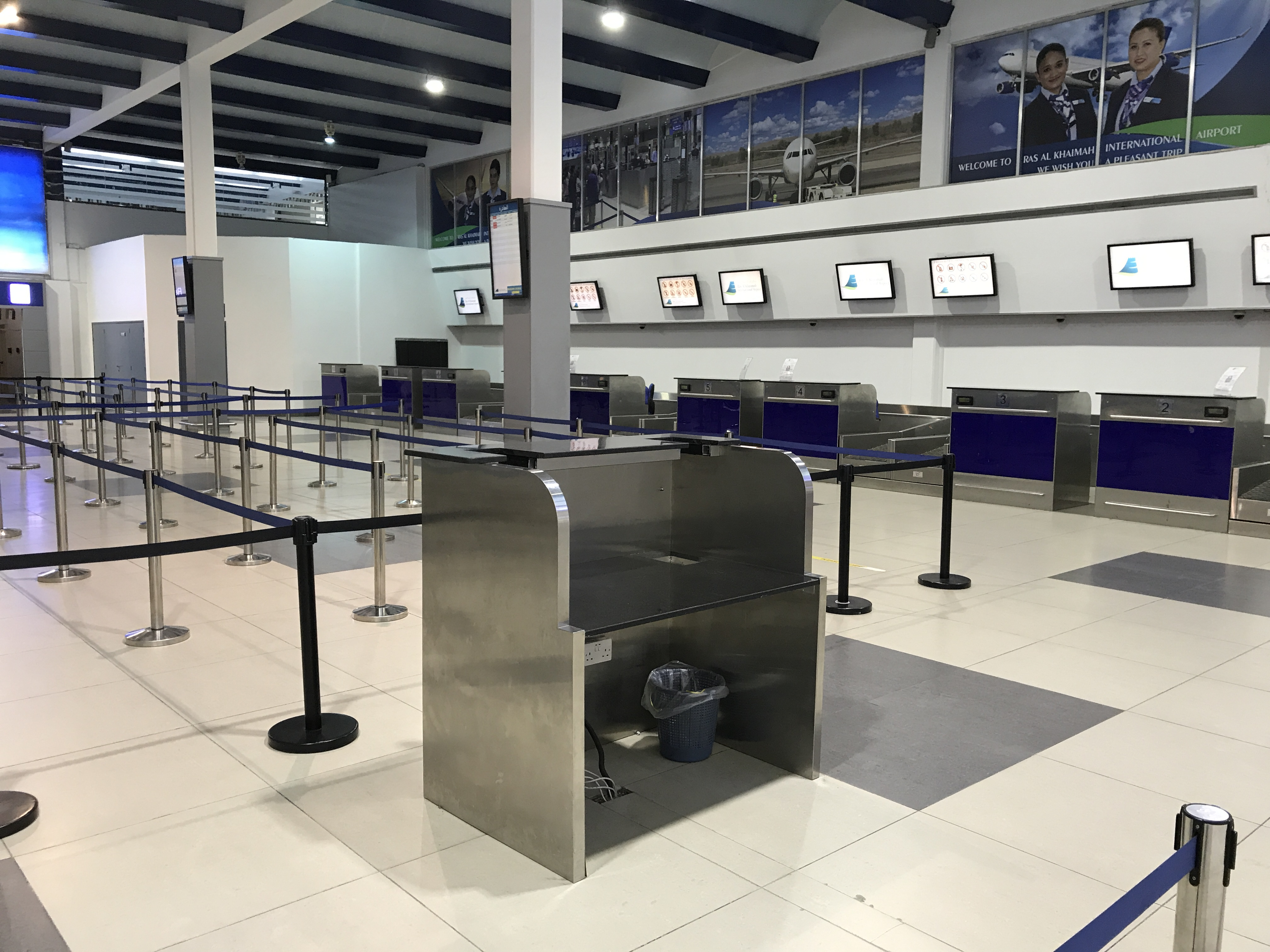
داخل مبنى مطار رأس الخيمة الدولي

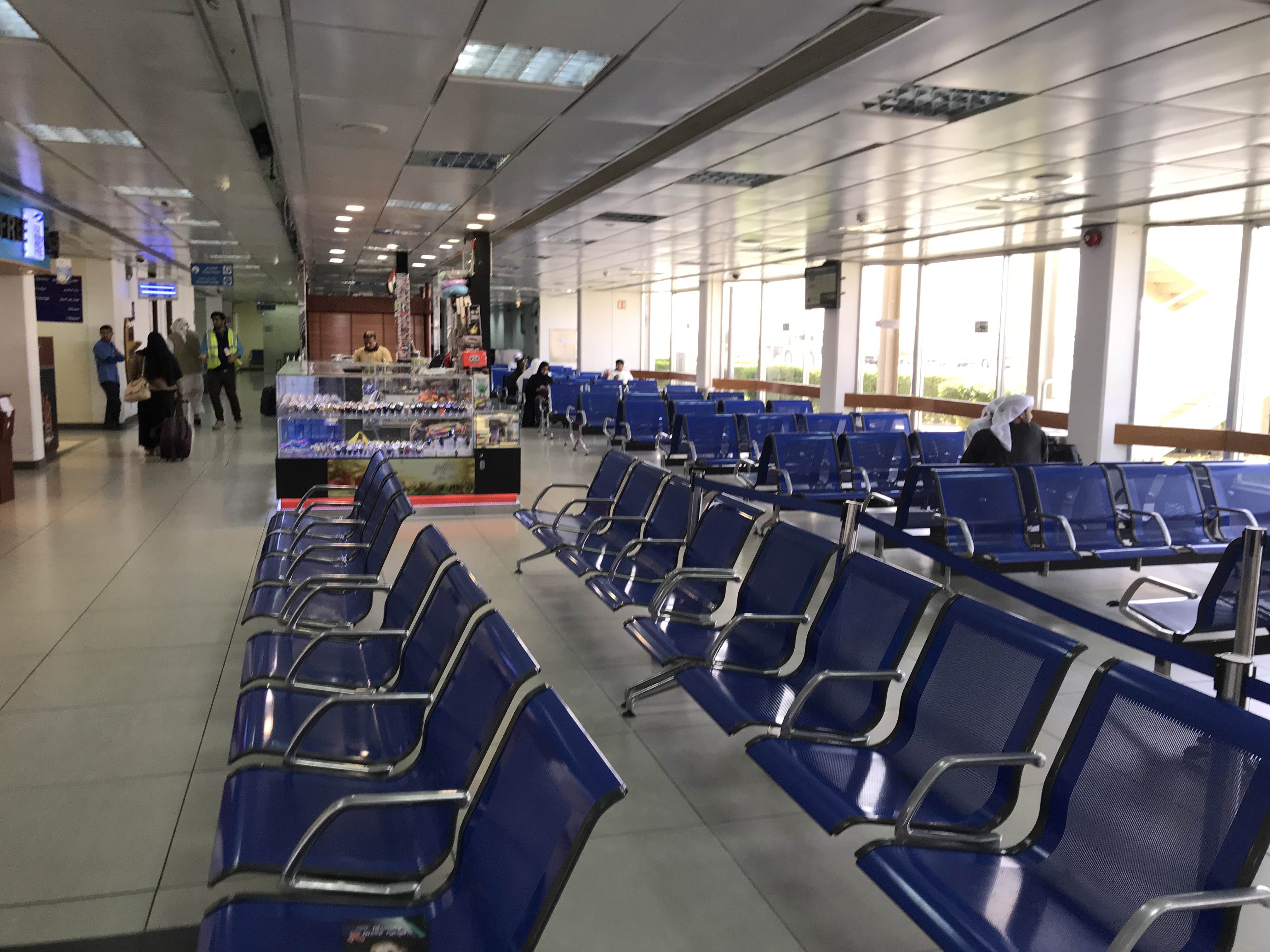
صالة الإركاب بمطار رأس الخيمة الدولي

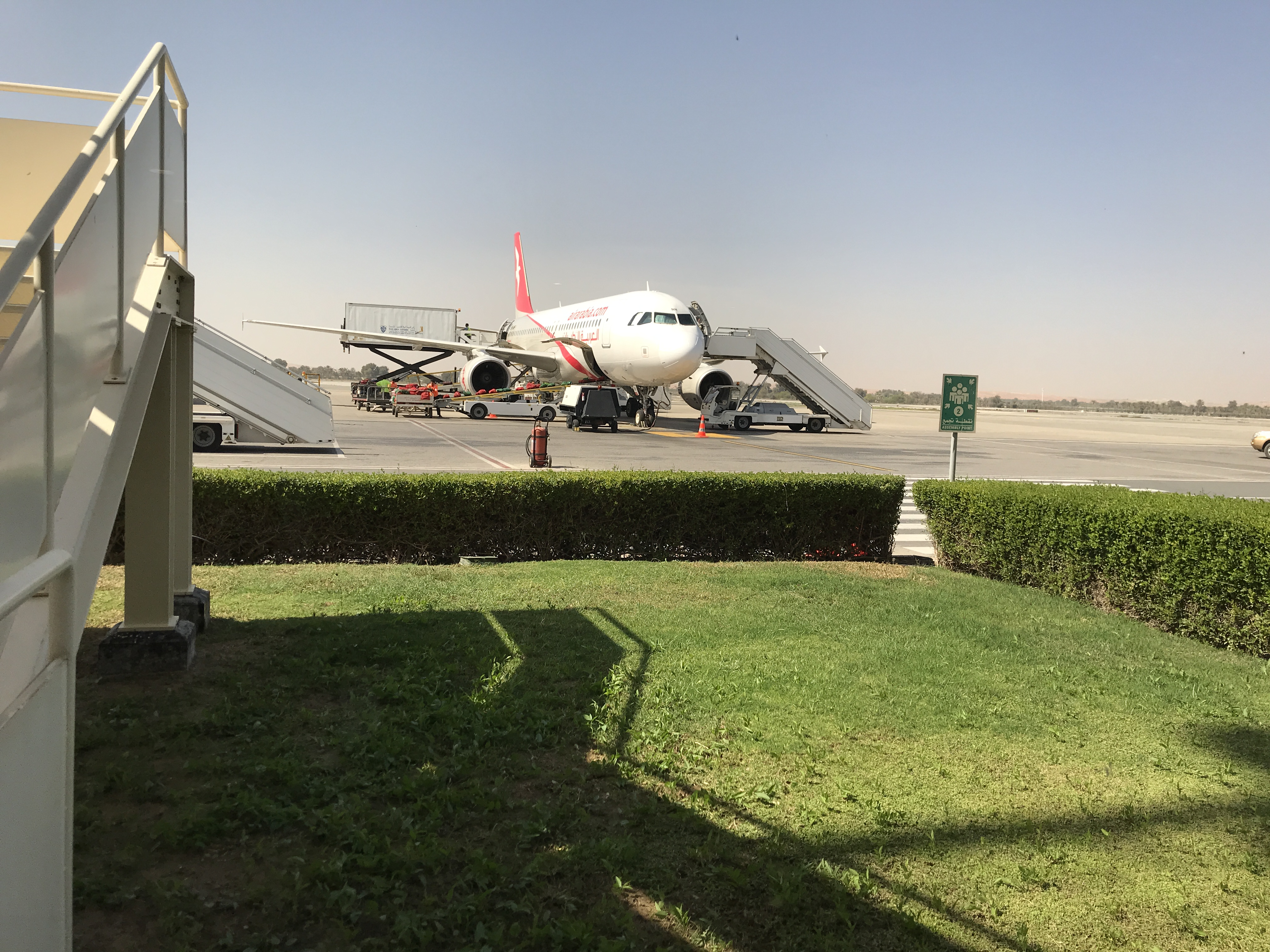
طائرة تابعة لشركة العربية للطيران في مطار رأس الخيمة الدولي

## تاريخ
- بعد توقف عمليات شركة طيران رأس الخيمة في 2013، أصبحت العربية للطيران في 2014 هي الناقل الرسمي لإمارة رأس الخيمة.

## شركات الطيران

### الركاب
| شركـات طيـران           | الوجهات |
| ----------------------- | --- |
| العربية للطيران         | مطار القاهرة الدولي، مطار شاه جلال الدولي، مطار إسلام آباد الدولي، مطار الملك عبد العزيز الدولي، مطار علامه إقبال الدولي، مطار باجا خان الدولي |
| طيران الهند إكسبريس     | مطار كاليكوت الدولي |
| طيران بيلافيا           | موسمي: مطار مينسك الدولي |
| طيران الخليج            | مطار البحرين الدولي |
| خطوط إنديقو             | مطار راجيف غاندي الدولي، مطار تشاتراباتي شيفاجي الدولي                                                                                         |
| الخطوط الجوية القطرية   | مطار حمد الدولي (تستأنف في 1 نوفمبر 2023) |
| SCAT Airlines           | Aktau، Aktobe، مطار ألماتي الدولي، مطار آستانا الدولي، مطار أتيراو، Karagandy، Oral، Shymkent                                                  |
| SmartLynx Airlines      | موسمي عارض: مطار ميونخ الدولي (تبدأ في 11 أكتوبر 2023)                                                                                         |
| خطوط ترافل سيرفس الجوية | موسمي عارض: مطار فاكلاف هافيل الدولي |
| طيران ناس               | مطار الملك عبد العزيز الدولي |

### الشحن
| شركـات طيـران | الوجهات                       |
| ------------- | ----------------------------- |
| خطوط إنديقو   | مطار تشاتراباتي شيفاجي الدولي |

## التموين
تتكلف شركة أبيلا للتموين بعمليات تموين الوجبات لشركات الطيران المشتغلة بالمطار.

## وصلات خارجية
- Ras Al Khaimah International Airport Homepage نسخة محفوظة 8 يونيو 2004 على موقع واي باك مشين.
- Airport Profile - TEN Travel
- معلومات الطيران العالمية نسخة محفوظة 23 نوفمبر 2005 على موقع واي باك مشين.